# Agistri
Agistri, Angistri eller Agkistri (grekiska Αγκίστρι) är en grekisk ö som ligger i Saroniska bukten mellan Aten och Peloponnesoshalvön. Ön tillhör Saroniska öarna och har cirka 1 000 fasta invånare.

## Historia
Under antiken gick ön under namnet Kekrifalia som betyder "prydd huvud". Detta namn används till exempel av Homeros (Iliaden, epos A, raps. B, vers 562), Thukydides och Diodoros. 
Ön var bebodd för omkring 2 500 år sedan. Agistri tillsammans med de omgivande öarna utgjorde kungariket Egina under den mytiska kungen Aiakos. Ön påverkades ett flertal gånger av Eginas tumultartade historia.
Under 1300-talet blev ön en tillflyktsort för albanska flyktingar, Arvaniter, som flydde från  från Serbiska tsardömets expansion. I slutet av 1600-talet verkar ön ha övergivit, troligen som en följd av återkommande piratattacker. I början av 1800-talet var ön återigen bebodd, dock med för få invånare för att nämnas i folkräkningen. År 1835 bildades dock en kommun på Agistri genom ett kungligt dekret och 248 invånare nämndes.
Folkmängden hade återigen minskat till 1920-talet men mellan 1940-talet och 1990-talet var Agistri en av de få mindre grekiska öar vars befolkning ökade.

## Ekonomi och infrastruktur

### Näringsliv
Historiskt har har öns huvudprodukter varit kåda från tall (används för att göra retsina), olivolja, fikon, korn och frukt. Sedan mitten av 1900-talet har dock turismen kommit att dominera det lokala näringslivet. Agistri är en mycket populär semesterö dit både grekerna själva och internationella besökare kommer för att tillbringa sommaren.
Det finns flera stora stränder på ön. Den största är utanför staden Skala. Den är mycket långgrund och anses även vara den mest barnvänliga. På ön finns även en nudiststrand som kallas Halikada Beach. Vid denna finns ingen servering som vid majoriteten av de andra badplatserna. Den badstranden ligger nedanför ett par klippor som kan vara jobbiga att ta sig ned för.

### Infrastruktur
Det finns båtförbindelser till Pireus, Egina och Peloponessos. Dessa introducerades under andra halvan av 1900-talet. År 1981 infördes en liten buss med 12 sittplatser som trafikerar  ön mellan Skala - Megalochori (Milos) - Limenaria. Detta efter att en väg byggts till Limenaria i slutet av 1970-talet. Elektricitet byggdes på ön 1973.
Agistri är även lämplig att promenera på, med flera olika slingor.

## Befolkning
De flesta invånarna bor i någon av de tre största byarna, Skala, Megalochori eller Limenaria. I början av 2020-talet uppgick folkmängden till ungefär 1 000 bofasta medan omkring 4 500 personer vistas på ön under sommaren.